# Балтазар фон Ханау-Мюнценберг
Балтазар фон Ханау-Мюнценберг (на немски: Balthasar von Hanau-Münzenberg; † 9 декември 1534) е от 1529 до 1534 г. граф, регент на Ханау-Мюнценберг.

## Биография
Роден е на 29 юни 1508 година. Той е най-малкият син на граф Райнхард IV фон Ханау-Мюнценберг († 1512) и съпругата му графиня Катарина фон Шварцбург-Бланкенбург († 1514), дъщеря на Гюнтер XXXVIII фон Шварцбург-Бланкенбург († 1484) и на Катарина фон Кверфурт († 1521).
По-големият му брат граф Филип II (1501 – 1529) поема през 1512 г. графството на 11-годишна възраст. След ранната смърт на брат му през 1529 г. Балтазар поема графството като регент на племенника му, граф Филип III фон Ханау-Мюнценберг (1526 – 1561). Той продължава започналия от брат му строеж на окреплението на град Ханау.
Балтазар фон Ханау-Мюнценберг умира неженен на 9 декември 1534 г. на 26 години и е погребан в църквата Св. Мария в Ханау.